# Râul Latorița
Râul Latorița este un curs de apă, afluent pe dreapta al râului Lotru. Izvorăște din Munții Parâng, de sub vârful Udrele (2165 m). Are o lungime de 29,1 km. Bazinul hidrografic ocupă o suprafață de 201 km.

## Hărți
- Harta Munții Lotrului  Arhivat în 6 mai 2008, la Wayback Machine.
- Harta Munții Latoriței  Arhivat în 10 iunie 2008, la Wayback Machine.